# Cheirostylis divina
Cheirostylis divina là một loài thực vật có hoa trong họ Lan. Loài này được (Guinea) Summerh. mô tả khoa học đầu tiên năm 1953.